# Charlotte Hornets 1992-1993
La stagione 1992-93 dei Charlotte Hornets fu la 5ª nella NBA per la franchigia.
I Charlotte Hornets arrivarono terzi nella Central Division della Eastern Conference con un record di 44-38. Nei play-off vinsero il primo turno con i Boston Celtics (3-1), perdendo poi la semifinale di conference con i New York Knicks (4-1).

## Roster
| N° | Naz.                   | Ruolo | Sportivo         | Anno | Alt. | Peso |
| -- | ---------------------- | ----- | ---------------- | ---- | ---- | ---- |
| 1  | Stati Uniti (bandiera) | G     | Muggsy Bogues    | 1965 | 160  | 62   |
| 2  | Stati Uniti (bandiera) | A     | Larry Johnson    | 1969 | 198  | 113  |
| 9  | Stati Uniti (bandiera) | GA    | Kevin Lynch      | 1968 | 196  | 88   |
| 13 | Stati Uniti (bandiera) | G     | Kendall Gill     | 1968 | 196  | 88   |
| 20 | Stati Uniti (bandiera) | A     | Tom Hammonds     | 1967 | 206  | 98   |
| 21 | Stati Uniti (bandiera) | G     | Sidney Green     | 1961 | 206  | 100  |
| 22 | Stati Uniti (bandiera) | GA    | Johnny Newman    | 1963 | 201  | 86   |
| 25 | Stati Uniti (bandiera) | G     | Tony Bennett     | 1969 | 183  | 79   |
| 30 | Stati Uniti (bandiera) | G     | Dell Curry       | 1964 | 193  | 86   |
| 33 | Stati Uniti (bandiera) | C     | Alonzo Mourning  | 1970 | 208  | 109  |
| 34 | Stati Uniti (bandiera) | A     | J.R. Reid        | 1968 | 206  | 112  |
| 40 | Stati Uniti (bandiera) | AC    | Lorenzo Williams | 1969 | 206  | 91   |
| 42 | Stati Uniti (bandiera) | C     | Mike Gminski     | 1959 | 211  | 113  |
| 44 | Stati Uniti (bandiera) | AC    | Kenny Gattison   | 1964 | 203  | 102  |
| 55 | Stati Uniti (bandiera) | GA    | David Wingate    | 1963 | 196  | 84   |

## Staff tecnico
- Allenatore: Allan Bristow
- Vice-allenatore: Bill Hanzlik, Mike Pratt, T.R. Dunn
- Preparatore atletico: Terry Kofler